# Unidad Comunera Castellana
Unidad Comunera Castellana (UNCC) és un partit polític de caràcter castellanista amb seu a Frómista. No se li coneix activitat actualment. Va tenir la seva seu a Abilio Calderón, s/n de Frómista. Es va inscriure com a partit el 14 de febrer de 1983, i va ser fundat pels palentins José Antonio Mata, Juan B. Martín de la Torre, José María Valladolid, Blas Esteban i Jesús Núñez.
Ideològicament, Unidad Comunera Castellana és un partit de centre, que avantposa els interessos generals de Castella. Busca el reconeixement de les singularitats de la nacionalitat castellana en el seu conjunt, Castella la Vella (amb Santander i Logronyo) i Castella la Nova (incloent Madrid). En aquest sentit, Unitat Comunera Castellana recollia en gran manera el concepte de Castella que es divulgava des de l'editorial Riodelaire, especialment en els llibres dels escriptors Juan Pablo Mañueco i Antonio Hernández Pérez. Alguns dels fundadors d'Unidad Comunera Castellana després van prendre altres rumbs polítics. José Antonio Mata es va presentar a les eleccions autonòmiques de 1987 pel Partido Nacionalista de Castilla-León (PANCAL) encapçalant la candidatura per la província de Palència. José María Valladolid va ser un dels fundadors en 1990 d'Unidad Palentina, un dels partits que després formarien Unitat Regionalista de Castella i Lleó (URCL).
Per la seva banda Juan B. Martín de la Torre va ser candidat de Tierra Comunera a les eleccions generals de 1993. En 1992, l'ultimo grupúsculo d'Unitat Comunera Castellana va participar, al costat d'altres partits, en el procés de creació de la plataforma regionalista que donaria origen a Unidad Regionalista de Castilla-León, però finalment UNCC no es va integrar en el nou partit.

## Eleccions
Va obtenir 1.953 vots en les eleccions a Corts de Castella i Lleó de 1983.